# Гроукат, Келли
Ке́лли Гро́укат (англ. Kelly Groucutt; настоящее имя Майкл Уильям Гроукат, англ. Michael William Groucutt; 8 сентября 1945 — 19 февраля 2009) — английский музыкант (бас-гитара, вокал).
Известен прежде всего тем, что являлся участником группы Electric Light Orchestra (1974—1983).В 1982 году выпустил сольный альбом Kelly. Покинув в 1983 году ELO из-за финансовых разногласий с лидером группы Джеффом Линном, вошёл в состав группы ELO Part II, в 2000 году переименованной в группу The Orchestra.
Дважды был женат. Последний раз женился в 2006 году. Умер 19 февраля 2009 после перенесенного ночью сердечного приступа.
11 апреля 2012 года вдова Гроуката Anna-Maria Biolage скончалась от цирроза печени.
У Гроуката четверо детей.